# 差別錯誤分析
差別錯誤分析（英語：Differential fault analysis，或縮寫作DFA，也譯作差分故障攻击）是密碼學領域，尤其是密碼分析學中的一種旁道攻擊（或稱側信道攻擊）。其原理是以不可預料的環境條件誘導加密實現產生錯誤（或偏差），來剖明其内部狀況。
例如，包含嵌入式安全密碼處理器的智能卡可能經受影響其處理器運轉的高溫、超額度的電流或電壓供應、過度的超頻、強電場、強磁場或甚至電離輻射。其處理器可能因物理數據損壞開始輸出錯誤結果，這將有助於利用密码分析推知處理器正在運行的指令或是内部數據狀況。
對於資料加密標準和三重資料加密標準而言，約兩百個單翻轉位就足以獲取到其密鑰。差別錯誤分析也已被成功應用于高級加密標準。
許多應對措施已被提出，以防止這類攻擊。其中大部分都基於錯誤探測方案。